# Angyali üdvözlet templom (Solymosvár)
A solymosvári Angyali üdvözlet templom műemlékké nyilvánított épület Romániában, Arad megyében. A romániai műemlékek jegyzékében az  AR-II-m-B-00617 sorszámon szerepel.